# Edwin Fabián Matiz
Edwin Fabián Matiz Ruiz (6 de noviembre de 1992) es un deportista colombiano que compite en ciclismo adaptado en las modalidades de pista y ruta. Ganó una medalla de bronce en los Juegos Paralímpicos de Río de Janeiro 2016 en la prueba de persecución individual (clase C5).

## Palmarés internacional
| Juegos Paralímpicos | Juegos Paralímpicos     | Juegos Paralímpicos | Juegos Paralímpicos       |
| Año                 | Lugar                   | Medalla             | Prueba                    |
| ------------------- | ----------------------- | ------------------- | ------------------------- |
| 2016                | Río de Janeiro (Brasil) | Medalla de bronce   | Persecución individual C5 |